# Williams FW15
O FW15/FW15B/FW15C foi o modelo da Williams da temporada de 1993 da Fórmula 1. Foi o carro em que Alain Prost conduziu pela última vez na carreira e que deu seu ultimo titulo e também o primeiro carro que Damon Hill pilotou pela Williams. A equipe conquistou o Mundial de Pilotos e de Construtores com o FW15C.  Os modelos FW15/15B foram carros de teste baseados no Williams FW14B, campeão da temporada anterior, e ainda em 1993 desenvolveram o FW15C. Houve uma novidade que não chegou a ser usada em corridas que incluiria o câmbio CVT que seria usado no seu sucessor, o FW16 em 1994. Apesar do constante avanço tecnológico ao longo dos anos da Formula 1 até os dias de hoje inclui-se melhorias ou modificações tecnológicas em motor, eletrônica embarcada e aerodinâmica o FW15 é ainda por muitos considerado como o carro mais sofisticado que passou pela Formula 1. Isso porque incorporou tecnologias que tornavam o carro extremamente competitivo/veloz e reduzia drasticamente a influencia dos erros de pilotagem. Este carro contava com uma série de aparatos alguns banidos na Fórmula 1: freios ABS eletrônicamente ajustados, acelerador automatizado eletronicamente, câmbio semi-automático de 6 velocidades, suspensão ativa e controle de tração e estabilidade.
Essa foi a última temporada que a Williams estampou a marca de cigarros Camel da empresa norte-americana R. J. Reynolds Tobacco Company e a Canon em suas carenagens.

## Resultados[2]
(legenda) (em negrito indica pole position e itálico volta mais rápida)
| Ano  | Chassi | Motor           | Pneus | N° | Pilotos      | 1   | 2   | 3   | 4   | 5   | 6   | 7   | 8   | 9   | 10  | 11  | 12  | 13  | 14  | 15  | 16  | Pontos | Posição |  |
| ---- | ------ | --------------- | ----- | -- | ------------ | --- | --- | --- | --- | --- | --- | --- | --- | --- | --- | --- | --- | --- | --- | --- | --- | ------ | ------- |  |
|      |        |                 |       |    |              |     |     |     |     |     |     |     |     |     |     |     |     |     |     |     |     |        |         |  |
|      |        |                 |       |    |              | RSA | BRA | EUR | SMR | ESP | MON | CAN | FRA | GBR | GER | HUN | BEL | ITA | POR | JAP | AUS |        |         |  |
| 1993 | FW15C  | Renault RS5 V10 | G     | 0  | Damon Hill   | Ret | 2   | 2   | Ret | Ret | 2   | 3   | 2   | Ret | 15† | 1   | 1   | 1   | 3   | 4   | 3   | 168*   | 1º      |  |
| 1993 | FW15C  | Renault RS5 V10 | G     | 2  | Alain Prost* | 1   | Ret | 3   | 1   | 1   | 4   | 1   | 1   | 1   | 1   | 12† | 3   | 12  | 2*  | 2   | 2   | 168*   | 1º      |  |

* Campeão da temporada.
† Completou mais de 90% da distância da corrida.